# Carron (Irland)
Carron (auch Carran, irisch An Carn) bezeichnet eine Streusiedlung in County Clare.
Im Nordwesten grenzt der Ort an das County Galway.
Der Dorfkern besteht aus dem Restaurant und Pub Cassidy’s Pub, dem Clares Rock Hostel, einer Kirche, einer Schule und der alten Schule, in der das Büro des Burren-Life Direktors untergebracht ist. Innerhalb weniger Kilometer kann man The Burren Parfumery, Caherconnell Fort, eine prähistorische Siedlung, den Poulnabrone Dolmen, zwei Turloughs (Sickersee) und die typische Karst-Landschaft des Burrens erreichen.

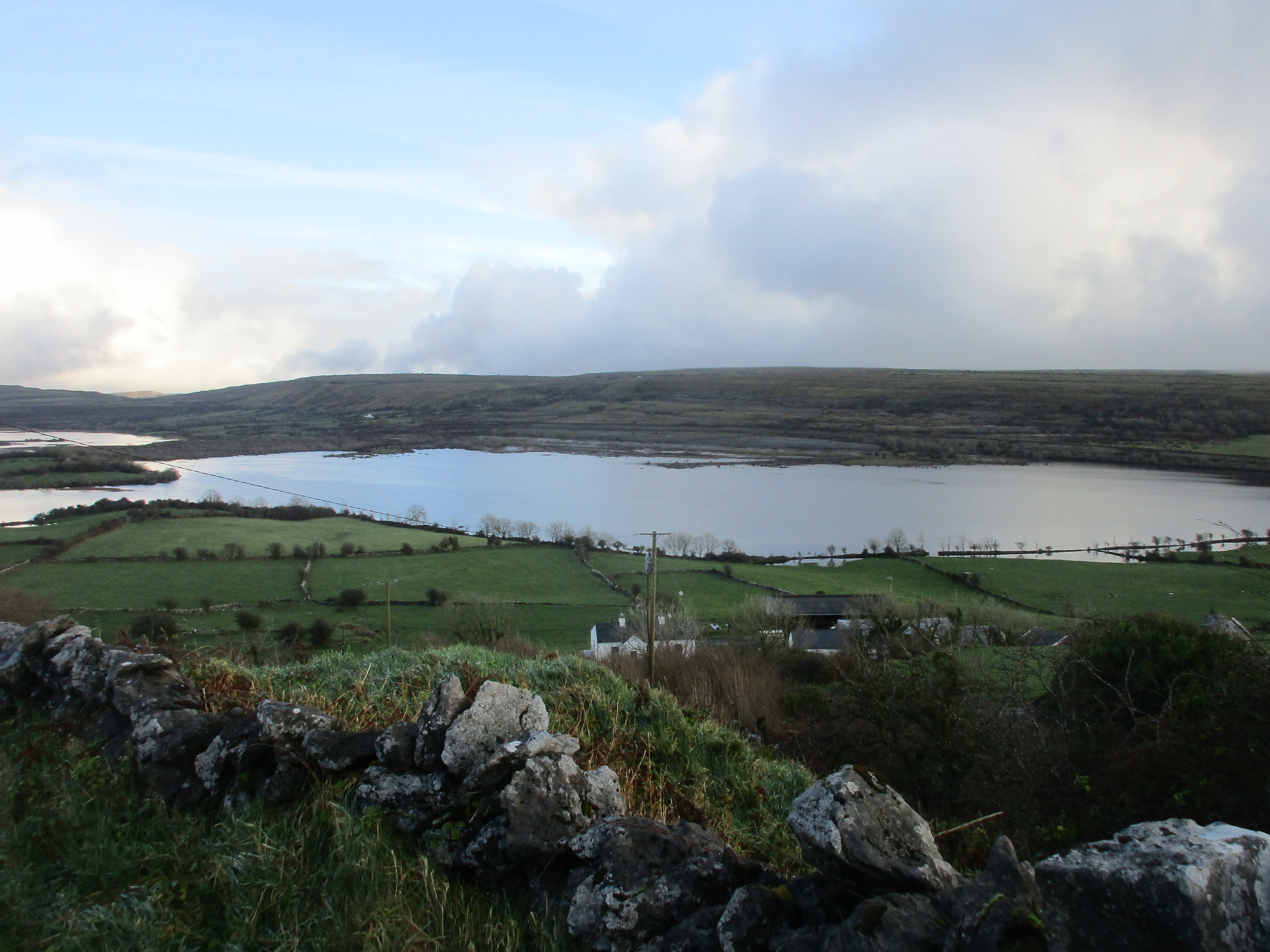
Turlough von Carran

## Söhne und Töchter
Michael Cusack (1847–1906), Gründer der Gaelic Athletic Association